# (820) Adriana
(820) Adriana es un asteroide perteneciente al cinturón de asteroides descubierto el 30 de marzo de 1916 por Maximilian Franz Wolf desde el observatorio de Heidelberg-Königstuhl, Alemania.
El nombre del asteroide es un homenaje a la científica planetaria Adriana Ocampo como reconocimiento de sus contribuciones a la exploración espacial.